# Померанские гуси
Померанские гуси (нем. Pommerngans, фр. L’oie de Poméranie) — порода гусей, выведенная в Померании к 1500-м годам тогдашними фермерами, но породой признана только в 1912 году.

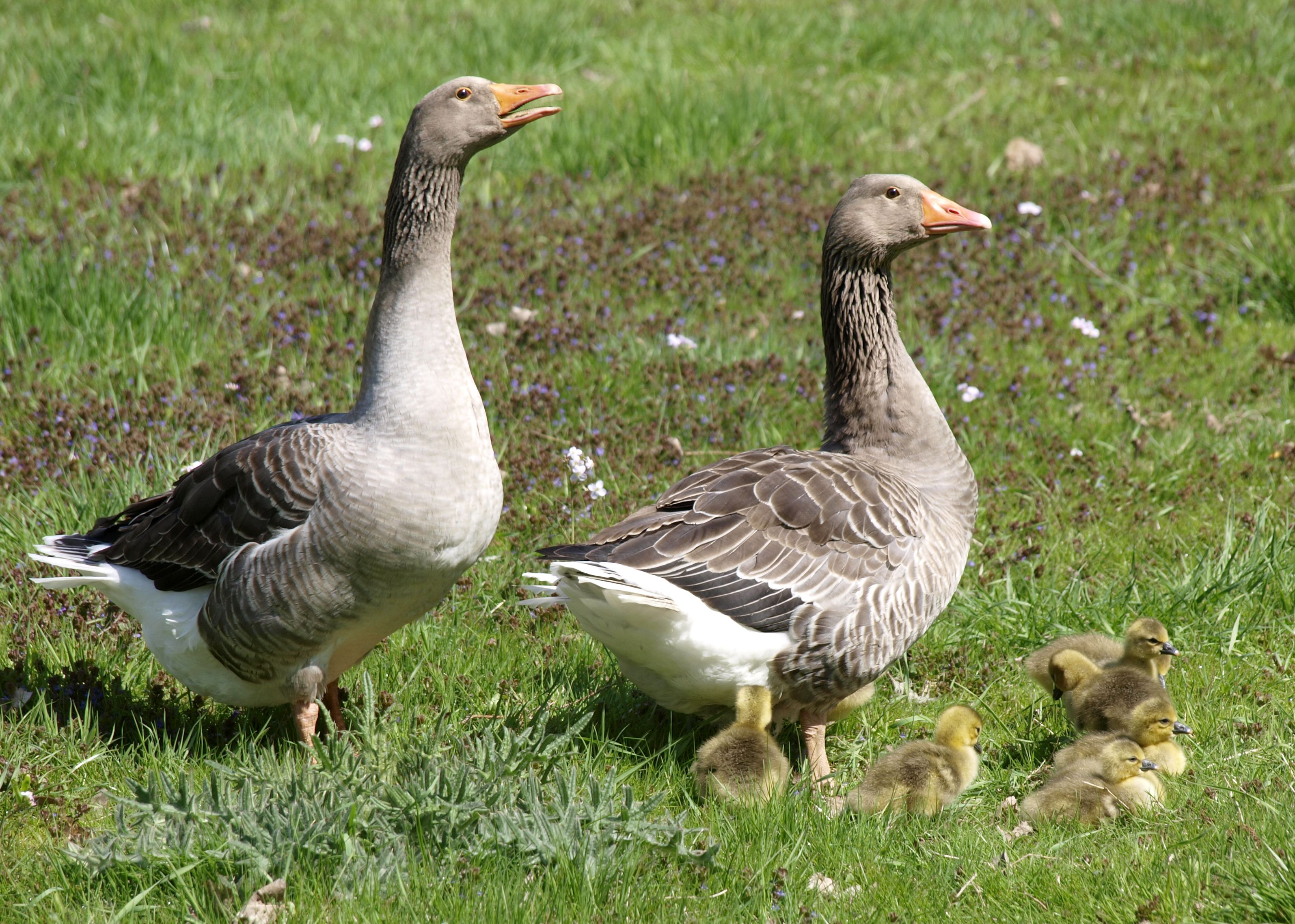
Помернские гуси со своими гусятами

## Описание
Окраска — серая, белая, иногда смешанная. Ноги короткие, массивные. Шея средней длинны. Самцы весят 8-9 килограмм, самки — 7-8. Яйценоскость составляет 30 яиц в год. Выращивается в основном для мяса и перьев. Выведена в Польше и Германии.